# Cho em một ngày vui
Cho em một ngày vui là một bộ phim điện ảnh truyền hình thể loại lãng mạn của Việt Nam do Trung tâm Phim truyền hình Việt Nam sản xuất và phát sóng năm 2007, Bùi Huy Thuần đạo diễn, Du An viết kịch bản và các diễn viên 

## Diễn viên
- Tuấn Quang trong vai Huy
- Thanh Thúy trong vai Minh Thùy
- Duy Thanh trong vai Khang
- Bá Cường trong vai Dư
- Trần Nhượng trong vai Bê
- Nguyễn Vũ Hải Anh trong vai Bầu sô
- Thúy Ngà trong vai Lý
- Bình Xuyên trong vai Trung tá Công an

## Giải thưởng
| Năm  | Giải thưởng                                | Hạng mục      | (Người) đề cử | Kết quả        | Tham khảo |
| ---- | ------------------------------------------ | ------------- | ------------- | -------------- | --------- |
| 2007 | Giải Cánh diều 2006                        | Phim video    | —             | Đề cử          | [ 1 ]     |
| 2007 | Liên hoan Truyền hình toàn quốc lần thứ 26 | Phim ngắn tập | —             | Huy chương Bạc | [ 3 ]     |